# 垣内威彦
垣内 威彦（かきうち たけひこ、1955年（昭和30年）7月31日 - ）は、日本の実業家。三菱商事取締役会長。兵庫県出身。

## 略歴
- 1971年（昭和46年）3月 神戸市立垂水東中学校卒業
- 1974年（昭和49年）3月 兵庫県立長田高等学校卒業
- 1979年（昭和54年）3月 京都大学経済学部卒業
- 1979年（昭和54年）4月 三菱商事㈱入社（飼料畜産部）
- 2010年（平成22年）4月 執行役員、農水産本部長
- 2011年（平成23年）4月 執行役員、生活産業グループCEOオフィス室長兼農水産本部長
- 2013年（平成25年）4月 常務執行役員、生活産業グループCEO
- 2016年（平成28年）4月 社長
- 2016年（平成28年）6月 代表取締役社長
- 2022年（令和4年）4月 代表取締役会長
- 2022年（令和4年）6月 取締役会長